# Anna Tichomirova
Anna Valerjevna Tichomirova (Russisch: Анна Валерьевна Тихомирова, Samara, 4 december 1984) is een voormalig Russisch professioneel tafeltennisster. Zij speelt rechtshandig met de shakehandgreep.
Zij nam namens haar land deel aan de Olympische Zomerspelen 2012 maar won geen medailles.

## Belangrijkste resultaten
- Brons met het team op de Europese kampioenschappen 2013.
- Brons met het team op de Europese kampioenschappen 2015.